# Интелигентен агент
Интелигентен агент (на английски: intelligent agent), още наричан рационален агент (rational agent), е понятие от изкуствения интелект, с което се означава автономен обект, който възприема околната си среда посредством сензори и извършва действия над тази среда посредством ефектори (actuators) в опит за изпълнение на известни цели. Концепцията за интелигентните агенти е силно застъпвана от теоретиците на изкуствения интелект Стюарт Ръсел и Питър Норвиг.
В литературата интелигентните агенти още се наричат:
- абстрактни интелигентни агенти, когато се подчертава тяхната абстрактна природа, за разлика от конкретните примери на агенти, които могат да се дадат; а също и
- автономни интелигентни обекти, когато се подчертава тяхната автономна същност, изразяваща се в свойство на агента да гради поведението си въз основа на собствения си опит за сметка на вграденото знание, т.е. да научи какво може да направи, за да компенсира частичното или неточно предварително заложено знание.

Като конкретни примери на това широко определение се включват:
- софтуерните агенти и други компютърни програми,
- роботи, машини и устройства (например термостат),
- човешките същества и техните общности и организации,
- и изобщо всичко, което е способно да прояви целесъобразно поведение (goal directed behavior), основано на:
  - вградени знания,
  - поредицата възприети до момента сведения от средата (percept sequence),
  - възможностите на агента да действува, и
  - оценка на ефективността на поведението (performance measure), която въплъщава критерия за успех.

На тази база, една по-строга дефиниция на рационален агент е следната:
За всяка възможна поредица възприети от средата сведения, рационалният агент трябва да избира действие, което се очаква да максимизира оценката на ефективността на поведението на агента, въз основата на възприетите сведения и цялото вградено в агента знание.
Оценката на ефективността на поведението, средата, ефекторите и сензорите на агента (PEAS, Performance measure, Environment, Actuators, Sensors) са елементи на спецификацията на всеки конкретен интелигентен агент. В този смисъл, първоначално вградените и впоследствие възприетите знания за средата могат да се смятат за ограничения или условия, които определят колко рационално / интелигентно е поведението на агента, но е възможно при различен набор от вградени и възприети знания поведението му да се окаже нерационално / неинтелигентно. Когато се говори за интелигентни агенти, се прави общото допускане, че агентът може да възприема собствените си действия, но не винаги може да възприема резултатите от тях.

## Структура на интелигентен агент
Математически казано, поведението на интелигентния агент се описва от функция на агента, която представлява изображение {\displaystyle f:P^{\ast }\rightarrow A}, която съпоставя на всяка възможна поредица от възприятия {\displaystyle P^{\ast }} действие {\displaystyle A}, което агентът е способен да извърши. Това изображение може да се представи като таблица, която може да бъде и безкрайна, освен ако не се въведе ограничение върху дължината на разглежданите поредици от възприятия.
Таблицата на изображението е външна характеристика на агента; вътрешното представяне на функцията на агента е програмата на агента, стартирана над определена архитектура. Всъщност, точно проектирането на програми на интелигентни агенти, според Ръсел и Норвиг, е задачата на изкуствения интелект. В предложената от тях структура на интелигентен агент
където архитектурата представлява изчислителното устройство с физически сензори и ефектори и памет, съхраняваща част от историята на възприятията и действията на агента. Тялото на програмата представлява цикъл, всяка стъпка на който включва възприятие (отразявано в паметта), избиране и осъществяване на действие (също отразявано в паметта).
За реализацията на програмата на агента могат да се използват различни, често нетрадиционни техники: разсъждения, основани на знания, статистически анализ, размита логика, невронни мрежи, генетично програмиране и други.

## Видове агенти
Ръсел и Норвиг групират агентите в пет класа, на базата на възприетата им интелигентност и способности:
Прости рефлекторни агенти (Simple reflex agents)
Простите рефлекторни агенти действат единствено на базата на текущото си възприятие (рефлекс). Функцията на агента е базирана на правила за причинна следственост от вид „условие – действие“ (condition-action rules). Този вид агент може да функционира само ако правилното решение за действие може да се вземе на базата само на текущото възприятие, т.е. ако средата е напълно обозрима. Програмите на такива агенти могат да бъдат много ефективни, но приложимостта им е малка.
Рефлекторни агенти, основани на модели на света (Model-based reflex agents)
Агентите, основани на модели, могат да функционират в частично обозрими светове (среди). Текущото състояние на агента се съхранява в своеобразна структура в паметта на агента, която описва онази част от средата, която не може да бъде възприета, както и историята от въздействието на агента над тази среда. Агент с такова поведение има нужда от информация за това какво е поведението и действието на тази част от света. Изборът на действие също се основава на правила за причинна следственост, както при простите рефлекторни агенти.
Агенти, основани на цели (Goal-based agents)
Агентите, основани на цели, са разновидност на агентите, основани на модели, които пазят информация за желани ситуации. Това позволява на агента да избира измежду множество възможни действия онова, чиито резултати водят до достигането на дефинираното желано състояние.
Агенти, основани на полезност (Utility-based agents)
Тези агенти правят разлика само между целеви (желани) състояния и нецелеви. Възможно е да се дефинира оценка колко желано е дадено конкретно състояние. Оценката може да се получи, като се използва функция на полезността (utility function), която задава съответствието между състояние (или поредица от състояния) и реално число, описващо степента на удовлетвореност от или полезност на състоянието.
Пълната спецификация на функцията на полезността позволява да се вземат рационални решения в двата случая, когато целите са неадекватни:
- когато сред целите на агента има взаимопротиворечащи си цели, т.е. само част от тях са постижими. Тогава функцията на полезността определя с кои от целите си агентът може да направи компромис.
- когато агентът има няколко цели, никоя от които не може да бъде постигната със сигурност. Тогава функцията на полезността определя по какъв начин вероятността за успех на дадена цел да бъде претеглена с оценката на значимостта на целта.

Обучаващи се агенти (Learning agents)
Самообучението има предимството, че позволява на агентите първоначално да функционират в неизвестни среди и с функционирането си да стават по-компетентни и опитни, отколкото първоначално заложените в тях знания сами по себе си им позволяват да са – идея, която лансира още Алан Тюринг през 1950 година.
Обучаващите се агенти са своеобразна еманация на останалите четири вида. Когато интелигентен агент се проектира за обучаващ се, той се разделя на четири концептуални елемента:
- обучаващ елемент (learning element), който отговаря за извършването на подобрения и надграждания;
- изпълняващ елемент (performance element), който по смисъл съвпада с целия разглеждан интелигентен агент от някой от първите четири вида;
- критик (critic), който казва на обучаващия елемент колко добре агентът се справя по отношение на фиксиран стандарт за изпълнение; концептуално този елемент, оценяващ успеваемостта, е външен за агента, понеже той не бива да го променя, за да нагажда индикациите му към собственото си поведение.
- генератор на задачи (problem generator), който трябва да предлага на изследователски действия, които ще доведат до натрупването на нов и информативен опит.

## Видове агентни среди
Средите, в които агентите функционират, могат да се определят по различни начини. Техните характеристики до голяма степен определят подходящия подход към проектирането на агента.
Напълно / частично обозрими среди (Fully / partially observable)
Ако сензорите на агента му дават достъп, във всеки момент от време, до цялостното състояние на средата, то тя се нарича напълно обозрима. Средата е дори ефективно обозрима, ако сензорите на агента могат да уловят всички аспекти, които имат отношение към избора на действие от старта на агента. Средата може да бъде частично обозрима, ако за някои аспекти от средата агентът няма необходимите сензори или те са неточни или съдържат шум.
Детерминирани / стохастични среди (Deterministic / stochastic)
Среда, която е напълно детерминирана, е такава, при която следващото състояние на средата е изцяло зависимо от предходното ѝ състояние и от действието на агента върху нея. Ако в средата присъства елемент на несигурност, то средата е стохастична. От гледна точка на агента дори детерминирана, но частично обозрима среда също ще изглежда стохастична. Среда, която е напълно определена от предшестващото състояние и действията на множество агенти, се нарича стратегическа.
Епизодични / серийни среди (Episodic / sequential)
В епизодичната среда, възприятията и опитът на агента се разделят на атомарни епизоди, като всеки епизод се състои от възприятие, последвано от действие. Съществената характеристика е, че следващият епизод не зависи от действията на агента в предния епизод. Много от класификационните задачи се извършват в епизодични среди; например класифицирането на елементи от поточна линия като изправни и дефектни е задача в епизодична среда: поведението на агента и класифицирането на следващия елемент от поточната линия като не зависи от това как е бил класифициран предния елемент. Обратно, при серийни среди текущото решение може да повлияе на всички следващи решения и от агента се иска да „мисли в перспектива“.
Статични / динамични среди (Static / dynamic)
Статичната среда е такава, която не се променя от едно състояние в друго, докато агентът анализира възприятието и обмисля действието си. С други деми, единствените промени, които настъпват в средата, са тези, предизвикани от самия агент. Динамичната среда може да се променя междувременно и ако агентът не реагира на промяната навреме, това се интерпретира като негов избор да не предприеме действие. Ако средата сама по себе си не се променя с времето, но функционирането на агента се променя, то наричаме тази среда полудинамична.
Дискретни / непрекъснати среди (Discrete / continuous)
Разграничението се отнася до това дали средата се състои от краен или безкраен брой от възможни състояния. Дискретната среда съдържа краен брой възможни състояния, или от гледна точка на агента – краен брой възприятия и действия. От друга страна, ако средата е дискретна и броят състояния е краен, но изключително голям, това за интелигентния агент е равносилно на непрекъсната среда.
Едноагентни / многоагентни среди (Single-agent / multiagent)
Дадена среда се счита за многоагентна, ако разглежданият интелигентен агент трябва да функционира в сътрудничество или в конкуренция с друг агент, за да изпълни определени задачи или да постигне определена цел. В противен случай, другият агент в средата ще се възприема като стохастично действаща част от средата. Задачите при проектиране на многоагентни среди обикновено са по-различни от тези при едноагентните: често в рамките на рационалното поведение на агентите в многоагентна среда възниква комуникация.

### Примери за агентни среди
| Агентна среда                   | Обозримост        | Детерминираност | Епизодичност | Статичност    | Дискретност  | Брой агенти  |
| ------------------------------- | ----------------- | --------------- | ------------ | ------------- | ------------ | ------------ |
| Кръстословица                   | напълно обозрима  | детерминирана   | серийна      | статична      | дискретна    | едноагентна  |
| Шах с контрол на времето        | напълно обозрима  | стратегическа   | серийна      | полудинамична | дискретна    | многоагентна |
| Покер                           | частично обозрима | стратегическа   | серийна      | статична      | дискретна    | многоагентна |
| Табла                           | напълно обозрима  | стохастична     | серийна      | статична      | дискретна    | многоагентна |
| Шофиране на автопилот           | частично обозрима | стохастична     | серийна      | динамична     | непрекъсната | многоагентна |
| Медицинска диагностика          | частично обозрима | стохастична     | серийна      | динамична     | дискретна    | едноагентна  |
| Анализ на образи                | напълно обозрима  | детерминирана   | епизодична   | полудинамична | непрекъсната | едноагентна  |
| Робот на поточна линия          | частично обозрима | стохастична     | епизодична   | динамична     | непрекъсната | едноагентна  |
| Контролер в рафинерия           | частично обозрима | стохастична     | серийна      | динамична     | непрекъсната | едноагентна  |
| Интерактивен самоучител по език | частично обозрима | стохастична     | серийна      | динамична     | дискретна    | многоагентна |